# Lech Czapla
Lech Czapla (ur. 20 listopada 1953 w Warszawie) – polski urzędnik państwowy, w latach 2010–2016 szef Kancelarii Sejmu.

## Życiorys
Ukończył studia na kierunku politologia na Uniwersytecie im. Adama Mickiewicza. Od 1980 zawodowo związany z administracją Sejmu (najpierw PRL, następnie RP). Zaczynał jako stażysta w Komisji Przemysłu Lekkiego, w okresie Sejmu kontraktowego pełnił funkcję sekretarza Komisji Nadzwyczajnej do zbadania działalności MSW. Od 1989 pracował w Sekretariacie Posiedzeń Sejmu, dochodząc do stanowiska dyrektora. W 2001 został zastępcą szefa Kancelarii Sejmu, w 2009 powołano go na pełniącego obowiązki szefa (po zdymisjonowaniu Wandy Fidelus-Ninkiewicz). W 2010 objął funkcję szefa Kancelarii Sejmu. W październiku 2016 został odwołany na wniosek marszałka Marka Kuchcińskiego. W tym samym miesiącu został wicedyrektorem w Sekretariacie Posiedzeń Sejmu. Został później doradcą marszałka Sejmu w sprawach dotyczących Kancelarii Sejmu.

## Odznaczenia
- Odznaka Honorowa za Zasługi dla Legislacji – 2015[4]